# Garden Party (Mezzoforte)
Garden Party is een nummer van de IJslandse band Mezzoforte uit 1983. Het afkomstig van hun album Surprise Surprise.
"Garden Party" is een instrumentaal nummer met veel blazers en een vrolijk geluid. Het nummer werd in een aantal Europese landen een hit. Zo bereikte het de 8e positie in IJsland, het thuisland van Mezzoforte. In zowel de Nederlandse Top 40 als de Vlaamse Radio 2 Top 30 bereikte het de 10e positie.
Tot op de dag van vandaag wordt "Garden Party" door diverse Europese radiostations als tune gebruikt, en door vele radio-dj's als achtergrondmuziek tijdens hun spreeks.

## NPO Radio 2 Top 2000
| Nummer met noteringen in de NPO Radio 2 Top 2000 | '00  | '01  |
| ------------------------------------------------ | ---- | ---- |
| Garden Party                                     | 1318 | 1337 |

1. ↑  Een vetgedrukt getal geeft de hoogste notering aan.
2. ↑  2000 was het eerste jaar met een notering voor dit nummer.
3. ↑  Deze tabel is bijgewerkt tot en met de laatste editie (2024).